# 邓白
邓白（1906年—2003年），号白叟，别字曙光，男，汉族，广东东莞人，中国工艺美术教育家、工笔花鸟画家，曾任中国美术家协会理事、顾问。